# Mordellistena miyamotoi
Mordellistena miyamotoi is een keversoort uit de familie spartelkevers (Mordellidae). De wetenschappelijke naam van de soort is voor het eerst geldig gepubliceerd in 1956 door Nakane.